# Vincenza Maria Poloni
Vincenza Maria (al secolo Luigia) Poloni (Verona, 26 gennaio 1802 – Verona, 11 novembre 1855) è stata una religiosa italiana, fondatrice, insieme con Carlo Steeb, delle Sorelle della Misericordia; è stata beatificata nel 2008.

## Biografia
Luigia Poloni nacque a Verona il 26 gennaio 1802 ed era l'ultima dei dodici figli di Gaetano Poloni e Margherita Biadego. Fu battezzata, poche ore dopo la sua nascita, nella vicina chiesa di Santa Maria Antica alle arche scaligere con i nomi di "Maria Luigia Francesca". Crebbe in un ambiente cristiano e si impegnò in atti di beneficenza seguendo le orme di suo padre che faceva parte di un gruppo di volontari.
Entrò in contatto con padre Carlo Steeb - futuro beato - e trovò in lui un amico e un confidente che poi divenne suo direttore spirituale e l'avrebbe assistita sul letto di morte.
Confidò tutto in lui e fu attraverso questa connessione che la sua vocazione crebbe. Stabilirono una congregazione religiosa come i due prevedevano e la Poloni emise la professione religiosa il 10 settembre 1848. Assunse il nome di Maria Vincenza. I due miravano al fatto che la nuova congregazione diffondesse l'amore misericordioso di Gesù Cristo che si ritiene di fondamentale importanza perché porta l'uomo alla piena comunione con Dio. La Poloni credeva che tutti gli atti caritatevoli dovrebbero essere inseriti tra le priorità della vita.
Lei - con ammirevole zelo - fece una sua missione il visitare tutti coloro che erano malati e orfani. Consolò e aiutò gli ultimi mostrando alle loro vite l'amore di Cristo. Lavorò con i poveri e di loro disse: "I poveri sono i nostri padroni".
Fu colpita da un tumore che la consumò a un ritmo lento. Subì un'operazione per alleviare il dolore ma che non riuscì a migliorare le sue condizioni. Morì a Verona l'11 novembre 1855 all'età di 53 anni.

## Eredità
La spiritualità della congregazione è basata su quella di san Vincenzo de' Paoli ed è caratterizzata da carità, semplicità e umiltà. Le sorelle si dedicano al servizio ai più poveri, all'educazione e alle opere di pastorale giovanile.
Sono presenti in Europa (Albania, Germania, Italia, Portogallo), nelle Americhe (Argentina, Brasile, Cile), in Africa (Angola, Tanzania). La casa generalizia è in via Valverde a Verona.
Alla fine del 2008, la congregazione contava 1.029 religiose in 103 case.

## Culto

### Beatificazione
Il processo di beatificazione iniziò a Verona il 12 marzo 1990 e questo le garantì il titolo di serva di Dio come prima tappa ufficiale. Durò fino al 1993 e fu ratificato il 3 dicembre di quell'anno. La positio - il fascicolo con tutta la documentazione - venne presentato alla Congregazione delle cause dei santi nel 1999.
Il 28 aprile 2006 papa Benedetto XVI autorizzò la Congregazione delle cause dei santi a promulgare il decreto riguardante le sue virtù eroiche e ottenne il titolo di venerabile.
Il miracolo necessario per la sua beatificazione venne indagato nel 1994 e fu ratificato il 7 aprile 1995. Il 17 dicembre 2007 papa Benedetto XVI autorizzò la Congregazione delle cause dei santi a promulgare il decreto riguardante il miracolo a lei attribuito.
La cerimonia di beatificazione si tenne il 21 settembre 2008 nel palazzetto dello sport di Verona e venne presieduta dall'arcivescovo Angelo Amato in nome del pontefice.

### Canonizzazione
Il 27 gennaio 2025 papa Francesco ha riconosciuto un miracolo attribuito alla beata, aprendo la strada alla sua canonizzazione.